# Parc provincial de Dillberry Lake
Le parc provincial de Dillberry Lake (anglais : Dillberry Lake Provincial Park) est un parc provincial de l'Alberta (Canada) situé à Wainwright no 61. Il est situé à 43 km au nord de Provost et à 17 km au sud de Chauvin sur le bord de la route 17.
Le parc comprend les alentours des lacs Killarney, Leane, et Lac Dillberry (en). Il a une superficie de 12,09 km2 et il a été créé en 1957.

## Toponymie
L'origine du nom du parc est inconnu.

## Géographie
Le parc est situé dans le district municipal de Wainwright no 61, à la frontière de la Saskatchewan. Il est limitrophe de l'aire naturelle du parcours patrimonial Killarney-Reflex Lakes.
Le parc est situé dans la Zone importante pour la conservation des oiseaux (ZICO) des lacs Killarney, Dillberry et Leane.